# مايكل إيمينالو
مايكل إيمينالو (بالإنجليزية: Michael Emenalo) (مواليد 14 يوليو 1965) هو لاعب كرة قدم. يلعب مع منتخب نيجيريا لكرة القدم. سبق له أن لعب في كأس العالم لكرة القدم مع منتخب بلاده.

## روابط خارجية
- مايكل إيمينالو على موقع الاتحاد الدولي (مؤرشف)  (الإنجليزية)
- مايكل إيمينالو على موقع الدوري الأمريكي (الإنجليزية)
- مايكل إيمينالو على موقع قاعدة بيانات كرة القدم.إي يو (الإنجليزية)
- مايكل إيمينالو على موقع ناشيونال فوتبول تيمز (الإنجليزية)